# Пешина, Ольга Александровна
Ольга Александровна Пешина (родилась 15 сентября 1987 года в Новосемейкино) — российская футболистка и мини-футболистка, играющая на позиции нападающего. Мастер спорта России международного класса.

## Карьера

### Титулы
- Чемпионка Европы 2005 года в Венгрии (до 19 лет).

### Клубная
Воспитанница самарского футбола (первый тренер — Забир Захарович Гайнулин), в 2000 году поступила в самарскую ДЮСШ. Карьеру игрока начала в 2003 году в составе ЦСК ВВС. Самый молодой (15 лет, 8 месяцев, 27 дней) игрок «ЦСК ВВС» выходившая на поле в высшей лиге и самый молодой (15 лет, 9 месяцев, 11 дней) игрок «ЦСК ВВС» забившая гол в высшей лиге. В 2005 году дебютировала в реутовском «Приалите» в чемпионате России, также участвовала в турнире команд 1988/1989 годов рождения в составе команды «Центр-2».
В 2009 вернулась в ЦСК ВВС, в составе которого играла до конца 2010 года. В 2012 году после перерыва Ольга вернулась в футбол, но уже как мини-футболистка. В составе команды Поволжского банка города Казани приняла участие в Сбербанкиаде-2012, став серебряным призёром.

### В сборной
В 2005 году в составе женской сборной участвовала в отборочном турнире к чемпионату Европы среди девушек до 19 лет. Выходила во всех трёх играх второго отборочного раунда, в каждой игре забила по мячу в ворота сборных Румынии, Сербии и Черногории и Австрии. В финальной части сыграла один матч против сборной Шотландии, выйдя на 90-й минуте. В итоге стала чемпионкой Европы.

### Голы
- 2003  ЦСК ВВС (Самара)  2 в Чемпионате России
- 2004  ЦСК ВВС (Самара)  1 в Чемпионате России
- 2005  Приалит (Реутов)  3 (в отборочном турнире) Чемпионат Европы по футболу 2005 (девушки до 19 лет) за Женскую сборную России по футболу (молодёжную)
- 2009  ЦСК ВВС (Самара)  1 в Чемпионате России
- 2010  ЦСК ВВС (Самара)  1 в Чемпионате России

## Личная жизнь
В настоящий момент проживает в Новосемейкино. Не заиграна за какой-либо клуб, однако вместе с тем активно работает в Ассоциации мини-футбола России. Любимой командой называет «Реал Мадрид», любимым игроком — Роналдиньо.